# Uppståndelsekapellet, Vetlanda
 Uppståndelsekapellet är en kyrkobyggnad  i Vetlanda i Växjö stift. Den är församlingskyrka i Vetlanda församling. Kapellet är ritat av Johannes Dahl, Tranås. Kapellet invigdes den 15 mars 1936.

## Orgel
Kyrkan försågs 1957 med en mekanisk orgel utförd av Olof Hammarberg, Göteborg.
| Manual          | Pedal   |
| Trägedakt 8’    | Bihängd |
| Principal 4’    |         |
| Gedacktflöjt 4’ |         |
| Kvintadena 2'   |         |
| Mixtur II chor  |         |